# Фудзивара, Нацуми
Нацуми Фудзивара (яп. 藤原 夏海 Фудзивара Нацуми, род. 2 июня 1993 года, префектура Сидзуока, Япония) — японская сэйю. Лауреат премии Seiyu Awards в категории «Лучшая начинающая актриса» (2021).

## Биография
Нацуми Фудзивара родилась 2 июня 1993 года в префектуре Сидзуока. Желание стать сэйю возникло у неё на шестом году учёбы в начальной школе. Её старшая сестра рассказала ей об актёре, озвучившем совершенно разных персонажей, и Фудзивара захотела попробовать свои силы в этом направлении.
Проходила обучение в Японском институте актёрского нарративного искусства (яп. 日本ナレーション演技研究所 Нихон нарэ:сён энги кэнкю:дзё), специальном учебном заведении по подготовке сэйю. Её интересы представляет агентство талантов Arts Vision.
В январе 2016 года Фудзивара получила свою первую главную роль — мальчика по имени Тихиро Комия в аниме-сериале Shonen Maid. В октябре этого же года её утвердили на роль Нацуми Хиги в Minami Kamakura High School Girls Cycling Club (2017), а в феврале 2017 года — на роль Го Курумады в Tomica Hyper Rescue Drive Head Kido Kyukyu Keisatsu (2017—2018). 
За 2018 год Фудзивара озвучила Дайго Сигэно в Major 2nd и Тору Муцуки в аниме-сериале «Токийский гуль:re». В последующие годы озвучивала таких персонажей, как Лю Мао Син в True Cooking Master Boy (2019, 2021), Эбигейл Джонс в Great Pretender (2020), Хюга Асахи в аниме-сериале «Бейблэйд Бёрст: Искра» (2020), Кабанэ Кусака в Kemono Jihen (2021), Тоя Сагами в полнометражном аниме-фильме The Orbital Children (2022), Дэмиен Десмонд в аниме-сериале «Семья шпиона» (2022—2023), Маркарулло Дороба в Sweet Reincarnation (2023), Ёдзора в Too Cute Crisis (2023) и многих других.
В начале марта 2021 года Фудзивара совместно с четырьмя другими актрисами-сэйю получила премию Seiyu Awards в категории «Лучшая начинающая актриса».

## Избранная фильмография

### Аниме-сериалы
2016
- ClassicaLoid — Акира Мицуру
- Endride — Сюн Асанага (в детстве)
- Keijo!!!!!!!! — Ацуко Ёсида
- Qualidea Code — Гинко Садзихара
- Shonen Maid — Тихиро Комия[3]
- Super Lovers — Хару Кайдо (в детстве)
- «Бейблэйд Бёрст» — Укё Ибуки, Кэн Юкино

2017
- Aikatsu Stars! — Рэй Кидзаки
- Alice & Zoroku — Асахи Хинагири[19]
- ClassicaLoid (продолжение) — Акира Мицуру
- Knight’s & Magic — Батсон Тендони[20]
- Magical Circle Guru Guru — Заза
- Minami Kamakura High School Girls Cycling Club — Нацуми Хига[6]
- Seiren — Такэси Юки
- Sengoku Night Blood — Имари
- Senki Zessho Symphogear AXZ — Соня Вирена
- Tomica Hyper Rescue Drive Head Kido Kyukyu Keisatsu — Го Курумада[7]
- Yu-Gi-Oh! VRAINS — Мию Сугисаки
- «Бейблэйд Бёрст: Эволюция» — Ана, Юкифуки Укё
- «Невеста чародея» — ариэль, деревенская девочка, жительница деревни, ребёнок, детёныш дракона

2018
- Darling in the Franxx — Горо (в детстве)
- Fairy Tail (девятый сезон) — Димария Йеста[21]
- Gundam Build Divers — Юкио (Юкки) Хидака[22]
- Hakata Tonkotsu Ramens — Рэйко Асакура
- Hug! PreCure — Мари Сакита
- JoJo’s Bizarre Adventure: Golden Wind — Джорно Джованна (в детстве)
- Last Period — Дзаку
- Major 2nd — Дайго Сигэно[8]
- Satsuriku no Tenshi — Эдвард Мейсон[23]
- School Babysitters — Кити Нэдзу
- To Aru Majutsu no Index III — Бэйлюп
- Yo-kai Watch Shadowside — Огу, Масаки, мальчик B, Ко (в детстве)
- «Бейблэйд Бёрст: Турбо» — Тобисукэ
- «Бейблэйд Бёрст: Эволюция» — Бисквит
- «Невеста чародея» (продолжение) — Фэй, ариэль, детёныш дракона
- «Токийский гуль:re» — Тору Муцуки[9]

2019
- Ahiru no Sora — Сора Куруматани (в детстве)
- Aikatsu on Parade! — Рэй Кидзаки
- Babylon — Асума Сэйдзаки
- Chidori RSC — Акира Синономэ[24]
- Do You Love Your Mom and Her Two-Hit Multi-Target Attacks? — Аманте
- Fairy Tail (продолжение девятого сезона) — Димария Йеста
- Hakata Mentai! Pirikarako-chan — Кавиар-кун[25]
- Is It Wrong to Try to Pick Up Girls in a Dungeon? (второй сезон) — Самира
- Isekai Cheat Magician — Сусора
- Star Twinkle PreCure — Рётаро Сорами (в детстве)
- True Cooking Master Boy — Лю Мао Син[10]
- We Never Learn — Кадзуки Юйга
- Yo-kai Watch! — Гомэндако
- «Ванпанчмен» — Супер Эс, Тарэо
- «Восхождение Героя Щита» — Кил

2020
- Babylon (продолжение) — Асума Сэйдзаки
- Great Pretender — Эбигейл Джонс[11]
- Gleipnir — Сюити Кагая (в детстве)
- Major 2nd (второй сезон) — Дайго Сигэно
- Mewkledreamy — Хаги[26]
- Shokugeki no Soma: The Fifth Plate — Динамис
- The God of High School — Пак Ильпё (в детстве)
- «Акудама Драйв» — Курьер (в детстве), Палач
- «Бейблэйд Бёрст: Искра» — Хюга Асахи[12]
- «Научное доказательство любви» — Косукэ Инукай (в детстве)

2021
- 86: Eighty Six — Теото Рикка[27]
- Amaim Warrior at the Borderline — Гай
- Build Divide -#000000 (Code Black)- — Тэруто Курабэ (в детстве)
- Cells at Work!! — молочнокислая бактерия (панда)
- Fairy Ranmaru — Уру Сэйрэн (в детстве)
- Full Dive: This Ultimate Next-Gen Full Dive RPG Is Even Shittier than Real Life! — Мартин (в детстве)
- Kemono Jihen — Кабанэ Кусака[13]
- Night Head 2041 — Такуя Куроки (в детстве)[28]
- Suppose a Kid from the Last Dungeon Boonies Moved to a Starter Town — Микона Зол[29]
- The Vampire Dies in No Time — Синъити Като
- True Cooking Master Boy (второй сезон) — Лю Мао Син
- Uchu Nanchara Kotetsu-kun — Котэцу[30]
- «Мемуары Ванитаса» — Ванитас Голубой Луны (в сказке)

2022
- 86: Eighty Six (продолжение) — Теото Рикка
- Aharen-san wa Hakarenai — Ацуси[31]
- Amaim Warrior at the Borderline (вторая часть) — Гай
- Build Divide -#FFFFFF (Code White)- — Тэруто Курабэ (в детстве)
- Cap Kakumei Bottleman DX — Аята Эбарада[32]
- Luminous Witches — деревенская девочка, девочка, Брэд, Райан
- Orient — Харухиса Симадзу (в детстве)
- Play It Cool, Guys — Сакура
- Sabikui Bisco — Натс
- Sylvanian Families: Flare no Happy Diary — Кристофер, Эдвард
- Vermeil in Gold — Рекс Форвард (в детстве), Брэт
- «Восхождение Героя Щита» (второй сезон) — Кил
- «Семья шпиона» — Дэмиен Десмонд[15]

2023
- A Returner’s Magic Should Be Special — Прам Шнайдер[33]
- Dr. Stone: New World — Рюсуй Нанами (в детстве)
- Fuuto PI — Хидэо Тиба/Брахиозавр Допант
- Hirogaru Sky! Pretty Cure — Рэд Харэватару
- Insomniacs After School — Канами Анамидзу[34]
- Mobile Suit Gundam: The Witch from Mercury (второй сезон) — Сэдо
- Play It Cool, Guys (продолжение) — Сакура, постоянная покупательница
- Rurouni Kenshin — Сагара Саносукэ (в детстве)
- Sacrificial Princess and the King of Beasts — Лоп (Клоп)[35]
- Sweet Reincarnation — Маркарулло Дороба[16]
- The Duke of Death and His Maid (второй сезон) — Нико[36]
- The Vampire Dies in No Time (второй сезон) — Синъити Като
- The Vexations of a Shut-In Vampire Princess — Дельфина
- Too Cute Crisis — Ёдзора[17]
- «Восхождение Героя Щита» (третий сезон) — Кил
- «Семья шпиона» (второй сезон) — Дэмиен Десмонд

2024
- As a Reincarnated Aristocrat, I’ll Use My Appraisal Skill to Rise in the World — Арс Ловент[37]
- Blue Lock (второй сезон) — Оливер Айку (в детстве)
- Bucchigiri?! — Арадзин Томосиби (в детстве)
- Mission: Yozakura Family — Хикару Асано
- Rurouni Kenshin: Kyoto Disturbance — Сагара Саносукэ (в детстве)
- Shinkalion: Change the World — Тэн Уотора[38]
- Shoshimin: How to Become Ordinary — Касуми Кавамата
- The Demon Prince of Momochi House — Аой Нанамори (в детстве)
- The Duke of Death and His Maid (третий сезон) — Нико
- Tower of God: Return of the Prince — Тин
- «Блич: Тысячелетняя кровавая война — Часть 3: Конфликт» — Дзюсиро Укитакэ (в детстве)
- «Грендайзер U» — Дюк Флид (в детстве)

2025
- Aharen-san wa Hakarenai (второй сезон) — Ацуси
- Is It Wrong to Try to Pick Up Girls in a Dungeon? (пятый сезон) — Самира
- Jigoku Sensei Nube — Акира Ямагути[39]
- Kusuriya no Hitorigoto (второй сезон) — Кёу[40]
- Rock Is a Lady’s Modesty — Тамаки Сирая[41]
- The Beginning After the End — Артур Лейвин[42]

### Аниме-фильмы
- 2017 — Laughing Under the Clouds Gaiden (Chapter 1: One Year After the Battle) — Сорамару Кумо (в детстве)
- 2017 — Yo-kai Watch Shadowside: Oni-o no Fukkatsu — Огу
- 2018 — Eiga Drive Head: Tomica Hyper Rescue Kido Kyukyu Keisatsu — Го Курумада[43]
- 2018 — «Тайная жизнь пингвинов» — Маэда
- 2020 — «Hataraku Saibo!!» Saikyo no Teki, Futatabi. Karada no Naka wa «Cho» Osawagi! — молочнокислая бактерия (панда)[44]
- 2020 — Date A Live Fragment: Date A Bullet — Исами Хидзиката[45]
- 2022 — Break of Dawn — Синго Киси[46]
- 2022 — The Orbital Children — Тоя Сагами[14]
- 2023 — The Concierge at Hokkyoku Department Store — Ивасэ[47]
- 2023 — «Семья шпиона: Код „белый“» — Дэмиен Десмонд
- 2024 — Eiga Shimajiro: Miracle-jima no Nanairo Carnation — Миллер[48]
- 2024 — Overlord: The Sacred Kingdom — Бибизи

### OVA
- 2016 — Shonen Maid: Onna wa Dokyo, Otoko wa Aikyo? — Тихиро Комия
- 2016 — «Невеста чародея: В ожидании путеводной звезды» — ариэль, Эмиру Ниикура, Коки Хатори
- 2019—2020 — Gundam Build Divers Re:Rise — Юкио (Юкки) Хидака
- 2020 — Yuuna and the Haunted Hot Springs — Матора Микогами[49]

### ONA
- 2018 — Tomica Hyper Rescue Drive Head Kido Kyukyu Keisatsu — Го Курумада
- 2019 — Beyond Creation — Луи[50]
- 2019 — Miru Tights — Руй Моэги
- 2019 — Monster Strike the Animation — Сургат[51]
- 2022 — Spriggan — Ю Оминаэ (в детстве)
- 2024 — Great Pretender: Razbliuto — Эбигейл Джонс
- 2025 — Kairyu to Yubinya-san — Рио
- 2025 — The Star Seekers — Чан[52]

### Компьютерные игры
2016
- Puzzle of Empires — Чингисхан[53]

2017
- Akiba’s Trip Festa! — Сё Курохара[54]
- Exile Election — Юри Химэно[55]
- Fire Emblem Heroes — Кларисса, Лье
- Quiz RPG: The World of Mystic Wiz — Фука Целум[56]
- Sengoku Night Blood — Имари[57]

2018
- Aikatsu! Photo on Stage!! — Рэй Кисаки
- Dragalia Lost — Ранзал (в детстве)
- Katana Maidens: Toji No Miko — Kizamishi Issen no Tomoshibi — Сихо Химэно

2019
- AI: The Somnium Files — Ота Мацусита[58]
- Koya no Kotobuki Hikotai: Ozora no Take Off Girls! — Рэндзи
- SD Gundam G Generation Cross Rays — Лиэн, протагонист (женский голос №16), женщина-солдат А
- To Aru Majutsu no Index: Imaginary Fest — Бэйлюп
- Tokyo Ghoul: re Call to Exist — Тору Муцуки
- Yo-kai Watch 4 — Огу, Гомэндако, Тамако Ханамура

2020
- Last Period: The Story of an Endless Spiral — Дзаку
- SINoALICE — Аладдин (в детстве)
- War of the Visions: Final Fantasy Brave Exvius — Тиррелл[59]
- World’s End Club[a] — Кансай[60]

2021
- Azur Lane — USS New Orleans
- Tsukihime: A Piece of Blue Glass Moon — Сики Тоно (в детстве)

2022
- Anonymous;Code — Асума Сога
- Granblue Fantasy — Мадол (в детстве)
- Kyoto Kotoba RPG: Kotodaman — Дэмиен Десмонд[61]
- Made in Abyss: Binary Star Falling into Darkness — Рауль[62]
- Shadowverse — Ицуруги
- White Cat Project — Линд[63]

2023
- 404 Game Re:set — Hang-On[64]
- Arknights — Цзеюнь[65]
- Dragon Quest Monsters: The Dark Prince — Эван
- Final Fantasy XVI — Джошуа Росфилд[66]
- Uma Musume Pretty Derby — Кацураги Эйс[67]

2024
- Fairy Tail 2 — Димария Йеста[68]
- Honkai: Star Rail — AR-1368[69]
- Muv-Luv Dimensions — Теото Рикка[70]
- TEVI — Сейбл
- Visions of Mana — Мортреа (в детстве)

2025
- Alterna Vvelt: Blue Exorcist Another Story — Кадзуто Игири[71]
- Double Dragon Revive — Ань[72]
- Trails in the Sky 1st Chapter — Джошуа Брайт[73]
- Zenless Zone Zero — Пульхра Феллини[74][75]

## Награды и номинации
| Год  | Награда      | Результат | Категория                                                                                  | Работа | Прим.  |
| ---- | ------------ | --------- | ------------------------------------------------------------------------------------------ | ------ | ------ |
| 2021 | Seiyu Awards | Победа    | Лучшая начинающая актриса (вместе с Адзуми Ваки, Каной Итиносэ, Рин Айрой и Рихо Сугиямой) | н/д    | [ 18 ] |